# 1932 na música

## Música Popular
- Mário Reis: Mulato bamba, de Noel Rosa, e Uma jura que fiz, de Ismael Silva
- Francisco Alves: Nuvem que passou, de Noel Rosa, e Para me livrar do mal, de Ismael Silva
- Mário Reis em dupla com Francisco Alves: Fita amarela, de Noel Rosa
- Lamartine Babo em dupla com Noel Rosa: A. E. I. O. U
- Castro Barbosa: O teu cabelo não nega, dos Irmãos Valença, reescrita por Lamartine Babo
- Noel Rosa: São coisas nossas
- Araci Cortes: Tem francesa no morro, de Assis Valente
- Herivelto Martins: Da cor do meu violão

## Nascimentos
| Data            | Nome                 | Profissão                                            | Nacionalidade  | Observações | Ref |
| --------------- | -------------------- | ---------------------------------------------------- | -------------- | ----------- | --- |
| 7 de Fevereiro  | Rogério Duprat       | maestro                                              | Brasil         | m. 2006     |     |
| 26 de Fevereiro | Johnny Cash          | cantor e compositor                                  | Estados Unidos | m. 2003     |     |
| 4 de Março      | Miriam Makeba        | cantora                                              | África do Sul  | m. 2008     |     |
| 11 de Março     | Leroy Jenkins        | compositor de jazz, violinista e intérprete de viola | Estados Unidos | m. 2007     |     |
| 19 de Março     | Evandro do Bandolim  | músico                                               | Brasil         | m. 1994     |     |
| 12 de abril     | Tiny Tim             | cantor                                               | Estados Unidos | m. 1996     |     |
| 14 de abril     | Loretta Lynn         | cantora                                              | Estados Unidos | m. 2022     |     |
| 25 de Abril     | Agostinho dos Santos | cantor e compositor                                  | Brasil         | m. 1973     |     |
| 14 de Julho     | Del Reeves           | cantor                                               | Estados Unidos | m. 2007     |     |
| 18 de Junho     | Sérgio Ricardo       | Músico                                               | Brasil         | m. 2020     |     |

## Mortes
| Data | Nome | Profissão | Nacionalidade | Observações | Ref |
| ---- | ---- | --------- | ------------- | ----------- | --- |